# 라스 에스트레야스
라스 에스트레야스(Las Estrellas)는 멕시코의 방송 텔레비사에 속해 있는 텔레비전 네트워크의 하나이다. 중심 방송국은 멕시코 시티의 XEW-TV이다.
라스 에스트레야스는 뉴스, 스포츠, 토크쇼, 버라이어티 등을 방송한다. 평일 오후 황금시간대에 텔레노벨라 프로그램을 방송한다. 야간에는 뉴스 위주로 방송한다. 카날 데 라스 에스트레야스의 프로그램은 유니비전, Unimás, Galavisión을 통해 미국에도 방송되고 있다.
첫 방송은 1951년 3월 21일에 시작되었다. XHTV-TV(채널 4, Foro TV)에 이어 멕시코에서 두번째로 개국한 채널이다.

## 프로그램 목록

### 뉴스 및 정보
- 노티시에로스 텔레비사(Noticieros Televisa)
  - 프리메로 노티시아스(Primero Noticias)
  - 호이(Hoy)
  - 노티시에로 콘 로리타 아얄라(Noticiero con Lolita Ayala)
  - 노티시에로 콘 호아킨 로페즈 도리가(Noticiero con Joaquín López-Dóriga)

### 오락·버라이어티
- 사바다조(Sabadazo)
- 에스트레야2(Estrella2)
- 엔 파밀리아 콘 차벨로(En familia con Chabelo)
- 라우라(Laura)

### 드라마
- 라 로사 데 과달루페(La rosa de Guadalupe) (2008년 2월 5일 ~ 현재)
- 코모 디세 엘 디초(Como dice el dicho) (2011년 2월 1일 ~ 현재)

#### 텔레노벨라
- 로스 리코스 탐비엔 요란(Los ricos también lloran)
- 보다스 데 오디오(Bodas de odio)
- 투 오 나디에(Tú o nadie)
- 쿠나 데 로보스(Cuna de lobos)
- 로사 살바헤(Rosa salvaje)
- 킨세아녜라(Quinceañera)
- 둘세 데사피오(Dulce desafío)
- 천사들의 합창(Carrusel)
- 미 세군다 마드레(Mi segunda madre)
- 루즈 이 솜브라(Luz y sombra)
- 심플레멘테 마리아(Simplemente María)
- 마리아 메르세데스(María Mercedes)
- 코라손 살바헤(Corazón salvaje)
- 마리마르(Marimar)
- 임페리오 데 크리스탈(Imperio de cristal)
- 마리아 라 델 바리오(María la del Barrio)
- 라조스 데 아모르(Lazos de amor)
- 루즈 클레리타(Luz clarita)
- 카냐베랄 데 파시오네스(Cañaveral de pasiones)
- 마리솔(Marisol)
- 에스메랄다(Esmeralda)
- 마리아 이사벨(María Isabel)
- 라 우수르파도라(La usurpadora)
- 라 멘티라(La mentira)
- 엘 프리빌레히오 데 아마르(El privilegio de amar)
- 고티타 데 아모르(Gotita de amor)
- 카밀라(Camila)
- 엘 디아리오 데 다니엘라(El diario de Daniela)
- 로살린다(Rosalinda)
- 눈카 테 올비다레(Nunca te olvidaré)
- 포르 투 아모르(Por tu amor)
- 트레스 무헤레스(Tres mujeres)
- 아미고스 포르 시엠프레(Amigos por siempre)
- 카리타 데 앙헬(Carita de ángel)
- 아브라사메 무이 푸에르테(Abrázame muy fuerte)
- 엘 데레조 데 나세르(El derecho de nacer)
- 아미가스 이 리바레스(Amigas y rivales)
- 아벤투라스 엔 엘 티엠포(Aventuras en el tiempo)
- 엘 마난티알(El manantial)
- 컴프리세스 알 레스카테(Cómplices al rescate)
- 엔트르 엘 아모르 이 엘 오디오(Entre el amor y el odio)
- 아모르 리알(Amor real)
- 마리아나 데 라 노체(Mariana de la noche)
- 아마르테 에스 미 페카도(Amarte es mi pecado)
- 무헤르 데 마데라(Mujer de madera)
- 루비(Rubí)
- 레벨데(Rebelde)
- 아푸에스타 포르 운 아모르(Apuesta por un amor)
- 이노센테 데 티(Inocente de ti)
- 라 마드라스트라(La madrastra)
- 라 페아 마스 벨레야(La fea más bella)
- 라스 도스 카라스 데 아나(Las dos caras de Ana)
- 알 디아블로 콘 로스 과포스(Al diablo con los guapos)
- 파시온(Pasión)
- 라스 톤타스 노 반 알 시에로(Las tontas no van al cielo)
- 푸에고 엔 라 상그레(Fuego en la sangre)
- 쿠이다도 콘 엘 앙헬(Cuidado con el ángel)
- 운 간초 알 코라손(Un gancho al corazón)
- 엔 놈브레 델 아모르(En nombre del amor)
- 마냐나 에스 파라 시엠프레(Mañana es para siempre)
- 소르티레히오(Sortilegio)
- 미 페카도(Mi pecado)
- 카마레오네스(Camaleones)
- 마르 데 아모르(Mar de amor)
- 소이 투 두에냐(Soy tu dueña)
- 콴도 메 에나모로(Cuando me enamoro)
- 예나 데 아모르(Llena de amor)
- 파라 볼베르 아 아마르(Para volver a amar)
- 테레사(Teresa)
- 트리운포 델 아모르(Triunfo del amor)
- 우나 파밀리아 콘 수에르테(Una familia con suerte)
- 라 푸에르자 델 데스티노(La fuerza del destino)
- 도스 호가레스(Dos hogares)
- 라 케 노 포디아 아마르(La que no podía amar)
- 아비스모 데 파시온(Abismo de pasión)
- 운 레푸히오 파라 엘 아모르(Un refugio para el amor)
- 포르 엘라 소이 에바(Por ella soy Eva)
- 아모르 브래비오(Amor bravío)
- 카치토 데 시에로(Cachito de cielo)
- 아모레스 베르다데로스(Amores verdaderos)
- 코로나 데 라그리마스(Corona de lágrimas)
- 포르케 엘 아모르 만다(Porque el amor manda)
- 라 무헤르 델 벤다발(La mujer del Vendaval)
- 코라손 인도마블레(Corazón indomable)
- 라 템페스타드(La tempestad)
- 데 케 테 키에로, 테 키에로(De que te quiero, te quiero)
- 포르 시엠프레 미 아모르(Por siempre mi amor)
- 로 케 라 비다 메 로보(Lo que la vida me robó)
- 엘 코로르 데 라 파시온(El color de la pasión)
- 라 가타(La gata)
- 라 말케리다(La malquerida)
- 미 코라손 에스 투요(Mi corazón es tuyo)
- 하스타 엘 핀 델 문도(Hasta el fin del mundo)
- 요 노 크레오 엔 로스 홈브레스(Yo no creo en los hombres)
- 무차차 이탈리아나 비에네 아 카사르세(Muchacha italiana viene a casarse)
- 라 솜브라 델 파사도(La sombra del pasado)
- 케 테 페르도네 디오스(Que te perdone Dios)
- 로 임페르도나블레(Lo imperdonable)
- 아모르 데 바리오(Amor de barrio)
- 아 케 노 메 데하스(A que no me dejas)
- 안테스 무에르타 케 리치타(Antes muerta que Lichita)
- 코라손 케 미엔테(Corazón que miente)

## 해외 채널
카날 데 라스 에스트레야스의 해외 채널로 유럽과 오스트레일리아에서 'Las Estrellas Europa'가, 중남미 스페인어권 지역에서 'Las Estrellas Latinoamérica'가 유료로 방송되고 있다.

## 같이 보기
- 텔레비사
  - 카날 5 (멕시코)
  - Foro TV
  - Gala TV